# 古いアルバム
「古いアルバム」（ふるいアルバム）は、1985年4月 - 5月にNHKの『みんなのうた』で放送された楽曲である。作詞：森雪之丞、作曲：後藤次利、編曲：井川雅幸、歌：高橋真美。

## 概要
歌唱を担当した高橋真美は『みんなのうた』への初めての起用となった。また同番組のテレビ放送に使用された実写映像には高橋自身も登場した。
1985年6月21日には本楽曲をメインタイトルとしたシングルレコードが発売された（B面には「もう少しだけ」を収録）。商品化に伴い、前奏、間奏、歌詞の追加などが行われている。シングル版の編曲はみんなのうた放送版と異なり作曲者の後藤自身が編曲している。
『みんなのうた』では1989年2月 - 3月・2002年4月 - 5月にラジオのみで再放送が行われた。

## 楽曲の構成
前奏は4小節演奏される。1番は20小節歌唱し、間奏は2小節演奏される。2番も1番と同じく20小節歌唱し、その後サビに戻って12小節歌唱され、最後の2小節を繰り返した後、歌い出しの2小節を2回歌唱し後奏を演奏して完結する。
楽曲全体ではイ短調だが、前奏、1番と2番の1-2小節目、5-6小節目、17-18小節目、2番歌唱後に歌う部分の9-10小節目、15-18小節目、後奏はハ長調である。